# Fools Garden
Fools Garden (do roku 2003 známá jako Fool's Garden) je německá hudební skupina založená v roce 1991 zpěvákem Petrem Freudenthalerem a kytaristou Volkerem Hinkelem. Ještě ten rok tato dvojice vydala spolu s hostujícími hudebníky eponymním album Fool's Garden. Po jeho vydání skupinu oficiálně doplnili baskytarista Thomas Mangold, klávesista Ronald Röhl a bubeník Ralf Wochel. V této sestavě vyšlo druhé album Once in a Blue Moon (1993).
Styl skupiny vycházel z pop rocku a barokního popu. Jejím největším hitem byla píseň „Lemon Tree“, která byla na prvním místě německé, rakouské, irské a norské hitparády a v UK Singles Charta byla na 26. místě. Vrchol popularity zaznamenala v době vídeňského mistrovství světa v ledním hokeji 1996.

## Diskografie
- Fool's Garden (1991)
- Once in a Blue Moon (1993)
- Dish of the Day (1995)
- Go and Ask Peggy for the Principal Thing (1997)
- For Sale (2000)
- 25 Miles to Kissimmee (2003)
- Ready for the Real Life (2005)
- Who Is Jo King? (2012)
- Flashback (2015)

## Sestava
- Peter Freudenthaler – zpěv (od 1991)
- Volker Hinkel – kytara (od 1991)
- Dirk Blümlein – basová kytara (od 2003)
- Gabriel Holz – kytara (od 2003)
- Thorsten Kiefer – klávesy (od 2003)
- Jan Hees – bicí (od 2007)

Bývalí členové
- Thomas Mangold – basová kytara (1991–2003)
- Roland Röhl – klávesy (1991–2003)
- Ralf Wochele – bicí (1991–2003)
- Claus Müller – bicí (2003–2007)